# Fātima bint Muhammad

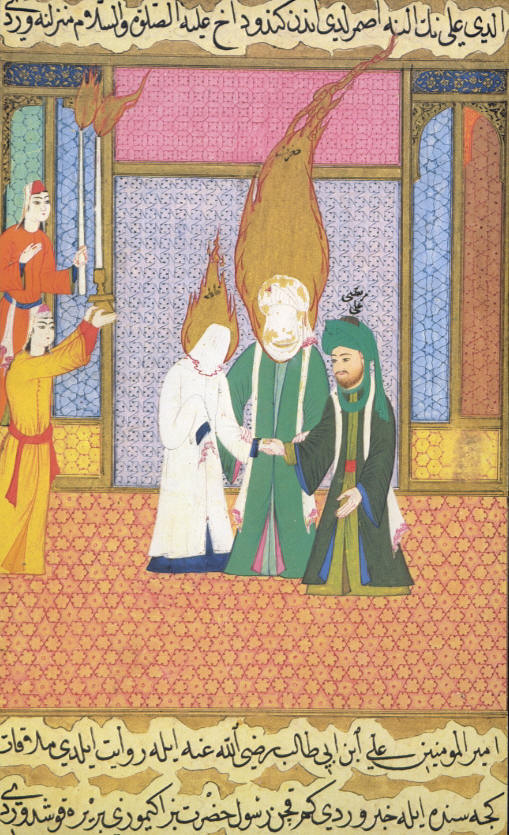
Der Prophet Mohammed gibt seine Tochter Fatima zur Heirat mit seinem Cousin ʿAlī ibn Abī Tālib (aus der osmanischen Miniatur Siyer-i Nebi).

Fātima bint Muhammad (arabisch فَاطِمَة بِنْت مُحَمَّد, DMG Fāṭima bint Muḥammad, geboren 606; gestorben 632), im persischen Sprachraum auch Fātemeh, mit den Beinamen arabisch ٱلزَّهْرَاء, DMG az-Zahrāʾ ‚die Strahlende‘ und سَيِّدَة نِسَاء ٱلَعَالَمِين, DMG Sayyida Nisāʾ al-ʿĀlamīn ‚Herrin der Frauen der Welten‘, war die jüngste Tochter und gemäß schiitischer Ansicht die einzige Tochter des islamischen Religionsstifters Mohammed mit seiner ersten und lange Zeit einzigen Ehefrau Chadīdscha bint Chuwailid. Sie ist die Ehefrau von ʿAlī ibn Abī Tālib, mit dem sie die Söhne Hasan ibn ʿAlī und al-Husain ibn ʿAlī hatte.
Fatima gehört zur Ahl al-bait / أهل البيت / ‚Familie des (Propheten-)Hauses‘. Schiiten zählen sie als einzige Frau zusammen mit Mohammed und den zwölf Imamen zu den „Vierzehn Unfehlbaren“. Nach ihr ist das Reich der Fatimiden benannt.

## Geburt
Fatima wurde in Mekka geboren. Ihre Mutter Chadīdscha bint Chuwailid war die erste Ehefrau Mohammeds. Es gibt unterschiedliche Meinungen zu ihrem genauen Geburtstag. Die Mehrzahl der sunnitischen Gelehrten verlegt Fatimas Geburt auf fünf Jahre vor der ersten Koran-Offenbarung (605 n. Chr.); die Mehrzahl der schiitischen Gelehrten auf fünf Jahre nach der ersten Koran-Offenbarung am 20. Dschumādā l-ūlā (30. März 615 n. Chr.). Andere schiitische Gelehrte, wie Schaich al-Mufīd oder Ibrahim b. 'Ali al-Kaf'ami, meinen, dass Fatima zwei Jahre nach der ersten Koran-Offenbarung (612 n. Chr.) geboren sei.
Fatima hatte drei Brüder, Qasim ibn Mohammad, Abdallah ibn Mohammad und Ibrahim ibn Mohammad, die aber als Säuglinge verstarben, und drei ältere Schwestern, Zainab bint Mohammad, Umm Kulthum bint Muhammad und Ruqaya bint Muhammad. Während die meisten Sunniten glauben, dass Zainab, Umm Kulthum und Ruqayah tatsächlich die Töchter Mohammads waren, glauben die meisten Schiiten, dass diese die Töchter von Hala waren, der Schwester Chadidschas, und nach deren Tod nur von Mohammad und Chadidscha adoptiert wurden. Als weiteren Grund für diesen Glauben geben schiitische Gelehrte das im Koran erwähnte Ereignis von Mubahala an, wo Fatima als einzige Frau von Mohammad ausgewählt wurde. Trotzdem akzeptieren die Sunniten, dass Mohammad vier Töchter mit Chadidscha hatte.

## Heirat
Nachdem Mohammed nach Medina ausgewandert und dort Führer der islamischen Gemeinschaft geworden war, wurde auch Fatima als Tochter Mohammeds von den Muslimen hoch geschätzt. Angeblich aufgrund ihrer Qualitäten gegenüber den anderen Frauen ihrer Zeit und wegen der großen Liebe, die ihr Vater Mohammed ihr gegenüber zeigte, sahen sich einige Muslime veranlasst, um ihre Hand anzuhalten.
Sogar einige Würdenträger des Stammes Quraisch hielten um ihre Hand an, darunter auch Abū Bakr, ʿUmar ibn al-Chattāb, ʿAbd ar-Rahmān ibn ʿAuf. Sie wurden von ihrem Vater aber alle mit der Begründung abgewiesen, dass Allah den Ehemann seiner Tochter bestimmen würde. So schien es schließlich, dass nur Ali ibn Abi Talib als Ehemann in Frage kam. Man ging zu ihm und befragte ihn, sodass Ali schließlich bei Mohammed um die Hand Fatimas bat. Daraufhin soll Mohammed seine Tochter gefragt haben, ob sie damit einverstanden sei und sie bejahte. Weil Ali aber die Brautgabe nicht aufbringen konnte, gab ihm Mohammed der Überlieferung nach den Rat, sein Kettenhemd zu verkaufen. Mit dem Erlös kauften einige Gefährten Mohammeds die notwendigsten Haushaltsgegenstände. So fand die Hochzeitszeremonie von Ali und Fatima in der Moschee am 1. Dhul-Hidscha zwei Jahre nach der Hidschra (623 n. Chr.) statt.

## Fatimas Leben nach dem Tod Mohammeds

### Angriff auf das Haus Fatimas
Schiitische Quellen überliefern, dass sie sich gegen das Eindringen von Abū Bakr und ʿUmar ibn al-Chattāb in ihr Haus zur Wehr setzen musste. Als der Versuch scheiterte, die Haustür zuzuhalten, schlug die Tür gegen ihren Bauch und sie verlor ihr ungeborenes Kind, Mohsin. Wegen dieses Vorfalls mit Abū Bakr redete sie nie wieder mit ihm. Sie starb in einer kleinen Kammer vergrämt über den Tod ihres Vaters und an den Verletzungen des Kampfes an der Haustür. In der sunnitischen Tradition dagegen werden diese Berichte abgelehnt. Es wird davon ausgegangen, dass die Beziehung zwischen Aischa und Fatima gut und fest war, wobei die Beweislage hier nicht klar ist. Auch in sunnitischen Quellen lassen sich Anhaltspunkte für einen Streit zwischen Fatima und den Kalifen Abū Bakr und ʿUmar ibn al-Chattāb finden.

## Grabstätte

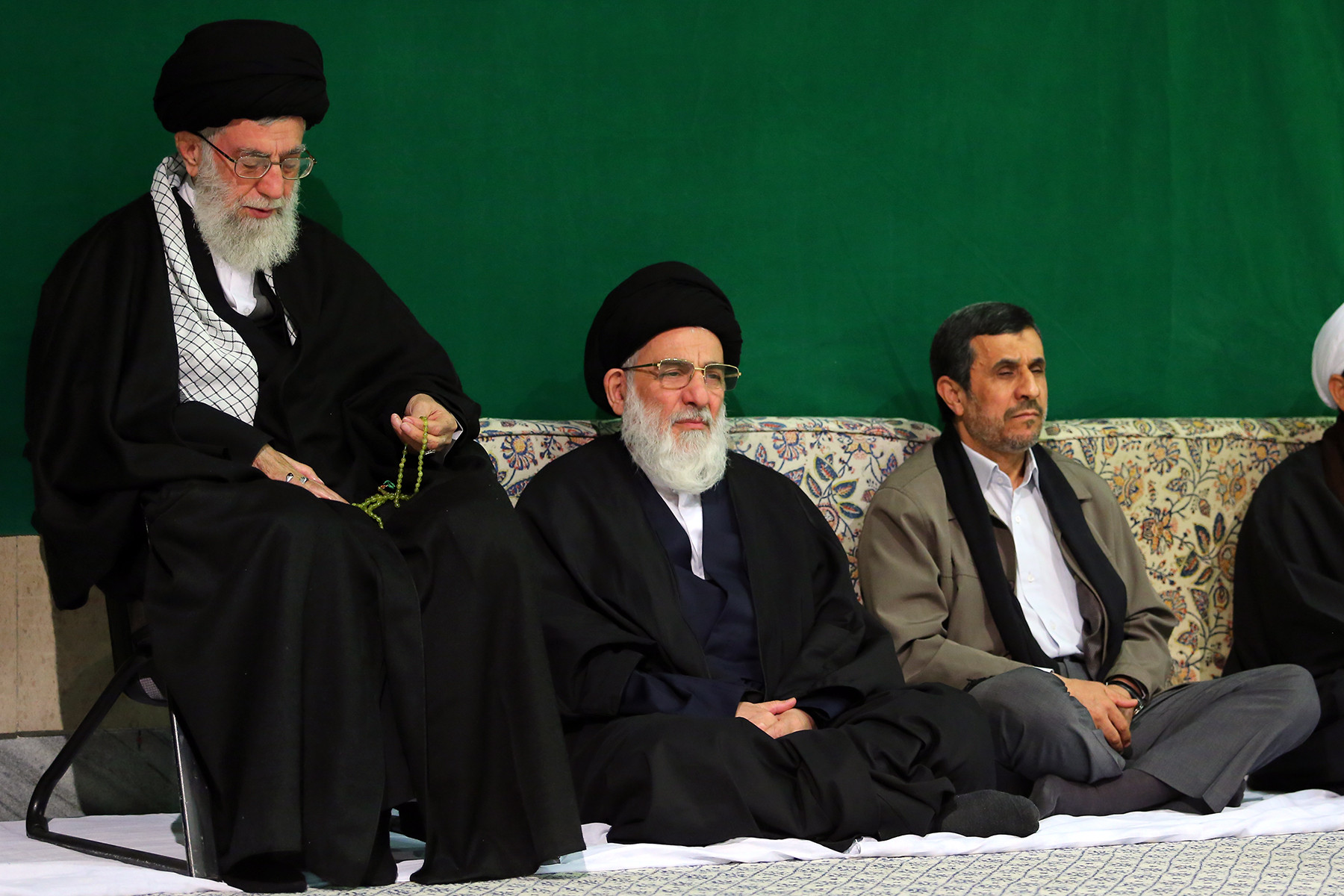
Das staatliche Beweinen des Todes von Fatima (Fatemiyeh) in der Hussainia des Ajatollah Chomeini im Iran; im Bild der “Revolutionsführer” Chamenei, Generalstaatsanwalt Mahmud Haschemi Schahrudi und Präsident Mahmud Ahmadineschad

Wegen der Streitigkeiten um das Erbe des Propheten entzweite sich Fatima mit Abu Bakr. Der Streit ging so weit, dass ihr Mann Ali ihre Grabstätte gegenüber Abu Bakr geheimgehielt. Bis heute kann niemand mit Sicherheit sagen, wo sich ihre Grabstätte in Medina befindet. Jedoch gehen die meisten Historiker heute davon aus, dass Ali sie entweder im Friedhof al-Baqīʿ begraben hat oder im Rawdah, der Fläche zwischen der Kanzel und dem Grab ihres Vaters Muhammad.
Dass sich ihre Grabstätte auf dem Friedhof al-Baqīʿ befindet, wird durch Überlieferungen gestützt, denen zufolge am Morgen nach ihrer nächtlichen Bestattung dort mehrere neu angelegte Grabhügel gesehen wurden, woraufhin Zeitgenossen davon ausgingen, dass ihr Mann Ali mehrere Grabhügel anlegt hatte, um das tatsächliche Grab unkenntlich zu machen. Die andere Vermutung, Fatima wäre im Rawdah der Prophetenmoschee begraben, geht auf verschiedene Aussprüche des Propheten selbst zurück, denen zufolge dort etwas Paradiesisches liegen wird. Dies wird insbesondere von Schiiten als Andeutung verstanden, dass Fatima dort begraben sein soll. Muhammad Baqir Madschlisi erwähnt dies in seiner Überlieferungssammlung Bihār al-Anwār im Buch über das Unheil nach dem Propheten (Band 28–34) und im Buch der Biografie der Herrin der Frauen unter den Weltbewohnern (Band 43–45).